# 1-es villamos (Szeged)
A szegedi 1-es jelzésű villamos a Szeged Plaza és Szeged vasútállomás között közlekedett. A viszonylatot a Szegedi Közlekedési Társaság üzemeltette. A Szeged és Hódmezővásárhely között elindult vasút-villamos átvette a szerepét, ezért a villamos 2022 nyarán megszűnt.

## Története

### Lóvasútból villamos
Az 1-es villamos volt Szeged első városi vasútja. A mai járattal közel azonos útvonalon 1884. július 1-jén nyílt meg a lóvasút, amely 27 éven át működött. A város két legjelentősebb vasútállomása között közlekedő járat kezdettől fogva a város tömegközlekedésének gerincét jelentette. A korabeli vonal még a város főutcájának számító Kárász utcán haladva szelte át a belvárost. A lóvasúti pályán 1908. október 1-jén indult meg a villamosvasúti közlekedés.
| Év   | Irány                            | Megállóhelyek |
| ---- | -------------------------------- | --- |
| 1908 | Szeged-Rókus – Szeged pályaudvar | Szeged-Rókus – Ilona utca – Damjanich utca – Anna utca és Vasasszentpéter utca között – Feltámadás utca – Nagykörút – Rákóczi tér (Tűzőrség) – Ártézi kút (Ü. V. palota) – Takaréktár utca – Tisza Szálló – Aradi utca – Kölcsey utca 5. sz. – Somogyi utca – Jókai utca végén – D.M.K.E palota – Liliom utca – Bécsi körút – Boldogasszony sugárút 61. – Szeged pályaudvar |
| 1908 | Szeged pályaudvar – Szeged-Rókus | Szeged pályaudvar – Galamb utca – Bécsi körút – Zerge utca – Boldogasszony sugárút 1. – Gizella tér – Dugonics tér – Kölcsey utca 5. sz.– Kelemen utca vége – Tisza Szálló – Széchenyi tér – Ártézi kút (Ü. V. palota) – Rákóczi tér – Nagykörút – Kórház utca – Anna utca és Vasasszentpéter utca között – Teréz utca – Ilona utca – Szeged-Rókus                          |

1912-es döntések után a Széchenyi tér északi oldalán lévő vágányokat az úttest közepére helyezték. A Híd utca – Kelemen utca kereszteződésben vágánykapcsolat épült, amely összekötötte az akkori fővonalat az újszegedi résszel. A Tisza Lajos körúti vonalszakaszt a fővonallal is összekapcsolták a Gizella térnél (Aradi vértanúk tere). Az új vágánykapcsolatokat kihasználva 1913. június 29-től új viszonylatot hoztak létre a meglévő Szeged pályaudvar – Rókus pályaudvar mellé a Szeged pályaudvar – Boldogasszony sugárút – Tisza Lajos körút – Pénzügyi Igazgatóság nyomvonalon. A „felsővárosi” vonal útvonalát a Tisza Lajos körút helyett a Vörösmarty utca – Széchenyi tér – Kelemen utca – Kölcsey utca – Kárász utca – Dugonics tér irányba módosították. A „temetői” és az „újszegedi” vonalat összekötötték, amely ugyanígy a belvároson keresztül járt.
| Év   | Viszonylat                               | Megállóhelyek |
| ---- | ---------------------------------------- | --- |
| 1913 | Szeged pályaudvar – Rókus pályaudvar     | változatlan |
| 1913 | Szeged pályaudvar – Pénzügyi Igazgatóság | Szeged pályaudvar – Galamb utca/Boldogasszony sugárút 61. – Bécsi körút – Zerge utca/Liliom utca – Boldogasszony sugárút 1. – Szentháromság utca – Honvéd tér (Ungár kitérő) – Dugonics tér – Korona utca – Mérey kitérő – Ártézi kút – Takaréktár utca – Teleki utca – Pénzügyi Igazgatóság |

1927-ben elbontották a Vörösmarty utcán lévő második vágányt; a Széchenyi téren lévő, a fővonal és a felsővárosi vonal közötti vágányokat; a Tisza Lajos körúthoz kapcsolódó vágányokat, valamint a Boldogasszony sugárút – Tisza Lajos körút közötti vágánykapcsolatot. Ugyancsak ekkor bontották el a Kölcsey utca – Kárász utca – Dugonics tér – Jókai utca – Gizella tér nyomvonalon lévő vágányokat, mert a Kelemen utca – Zrínyi utca – Gizella tér nyomvonalon új kétvágányú pálya épült a fővonal számára. Megszűnt a fővonal kapcsolata a temetői vonaléval, amit azonban a Zrínyi utcáig meghosszabbítottak. Új megálló került a Somogyi utcához és a Gizella térre (Aradi vértanúk tere). A változások nyomán az új nyomvonalon 1927. május 7-től jártak a villamosok.

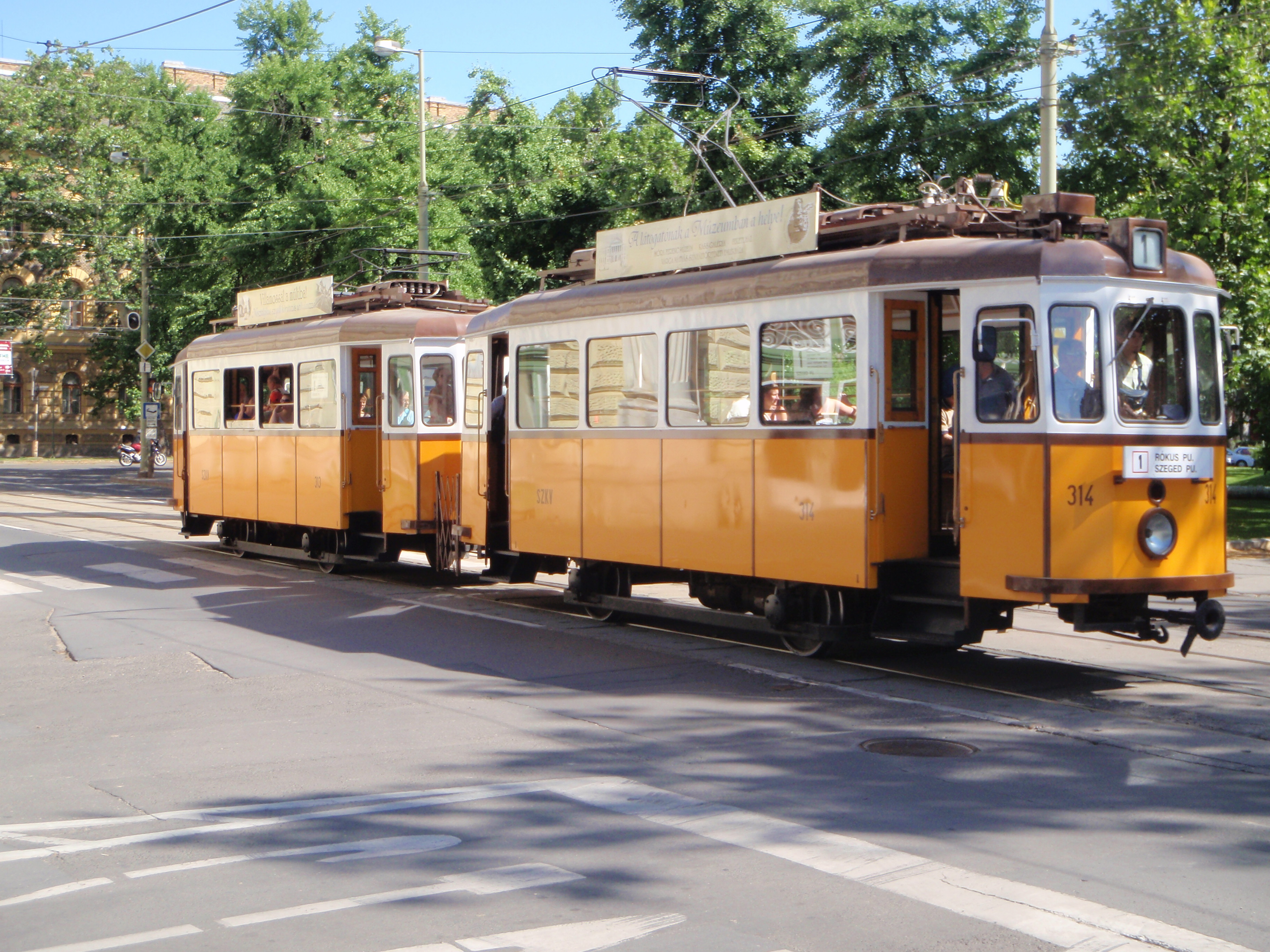
Egykori villamoskocsi nosztalgia járatként az 1-es vonalon

1930-ban a Szeged pályaudvarnál a Galamb utca – Indóház tér – Vaspálya utca (Szent Ferenc utca folytatása) – Boldogasszony sugárút nyomvonalon lévő hurokvágányt megszüntették, helyette a Vaspálya utca, valamint a Galamb utcán keresztül az Indóház téren egy fejállomás épült, amely kitérőben végződött. A pótkocsis villamosok idejében a pótkocsi körüljárása több időbe telt. 1941-ben Magyarországon is bevezették a jobb oldali közlekedést, a villamosok közlekedésének iránya július 6-án változott meg.
A Kossuth Lajos sugárúton haladó vonalszakasz érdekessége, hogy a vonal melletti ipartelepekre a villamospályát iparvágányként használva jutottak be a tehervonatok. A nehéz tehervonati mozdonyokat nem bírta volna el a villamospálya, ezért a villamosvasút az első világháború utolsó szakaszában egy kisebb tömegű mozdonyt vásárolt Marosújvárról, amelyet Futárnak neveztek el. A vonal rókusi szakaszán így nem csak az utazókat kiszolgáló villamoskocsik, hanem tehervonatok is közlekedtek.

### 1-es villamos

Szeged villamosvonalai 1950-ben. A térképen az 1-es nyomvonala pirossal látható.

A járat csak 1943-ban kapta meg az 1-es számot, addig Szegeden nem számozták a tömegközlekedési vonalakat. 1949-ben a Széchenyi téren keresztül összekötötték a 4-es és az 5-ös vonalát, itt egy háromvágányú központi megálló jött létre. A 4-es és az 5-ös viszonylat csak 1951–'52-ben volt összekötve.
1951. július 23. és október 18. között átépítették a Szeged pályaudvar környékén a nyomvonalat. Az 1930-ban épült fejállomás megszűnt, helyette a Gőz utca–Indóház tér nyomvonalon haladtak a villamosok, visszafelé a meglévő Galamb utcai vágányon. Az Indóház téren a megszüntetett kitérő második vágányát annak nyomvonalán meghosszabbították, a végállomás kétvágányos lett. A Hámán Kató utcában (volt Vaspálya utca, mai Szent Ferenc utca) a pályát felszámolták. A pótkocsis körüljárásra ezután nem volt szükség. 1952-ben a Szeged pályaudvar irányú vágányba bekötötték a 7-es vonal vágányát a rókusi templomnál. 1953. október 20. és 1954. január 30. között a rókusi végállomáson is megszüntették a fejállomást és új nyomvonalon itt is kétvágányos hurokfordulót építettek.

### Vágányrekonstrukciók az 1970-es években
1972. június 11-től a 4-es vonal végállomása a Széchenyi térről átkerült a Vágóhídhoz, az 5-ös pedig még 1969-ben megszűnt. 1973 májusában a Széchenyi téri vágányhálózatot úgy módosították, hogy a tér felőli (eredetileg az 1-es, Szeged pályaudvar irányába haladó) vágányt elbontották, és a másik kettőn jelölték ki az 1-es nyomvonalát. A Széchenyi téri megálló a Posta elé került, a Híd utca sarkához. A Vörösmarty utcai vágányt és azok kapcsolatait is elbontották. Az új vágányokat május 27-én helyezték üzembe. 1974-ben az Április 4. útja (Boldogasszony sugárút) és a Hámán Kató utca (Szent Ferenc utca) közötti pályát az úttest közepére helyezték át, az új, kockaköves burkolatú nyomvonalon október 5-én közlekedtek először a villamosok. A Kossuth Lajos sugárúton, az Anna-kúttól a Vásárhelyi Pál utcáig is áthelyezték a vágányokat az úttest közepére, amit nagypaneles, BKV-s rendszerűként építettek meg. Ezt a szakaszt november 6-án adták át. 1976-ban a Rókus pályaudvar környékén új nyomvonalra került a pálya. A harmadik körút (Rókusi körút) építése és a Rókusnál lévő felüljáró (Izabella híd) felújítása miatt augusztus 13-tól a Kossuth Lajos sugárút – Vásárhelyi Pál utca – Pulz utca – Rókus pályaudvar útvonalon jártak a villamosok. A Pulz utcában az út szélére épült a pálya, a végállomáson a hurokvágány nyomvonala is megváltozott. 1977-ben átépítették az Anna-kútnál, a 4-es vonal kereszteződésénél lévő vágányokat, amit november 7-én adtak át.

### Kisebb módosítások

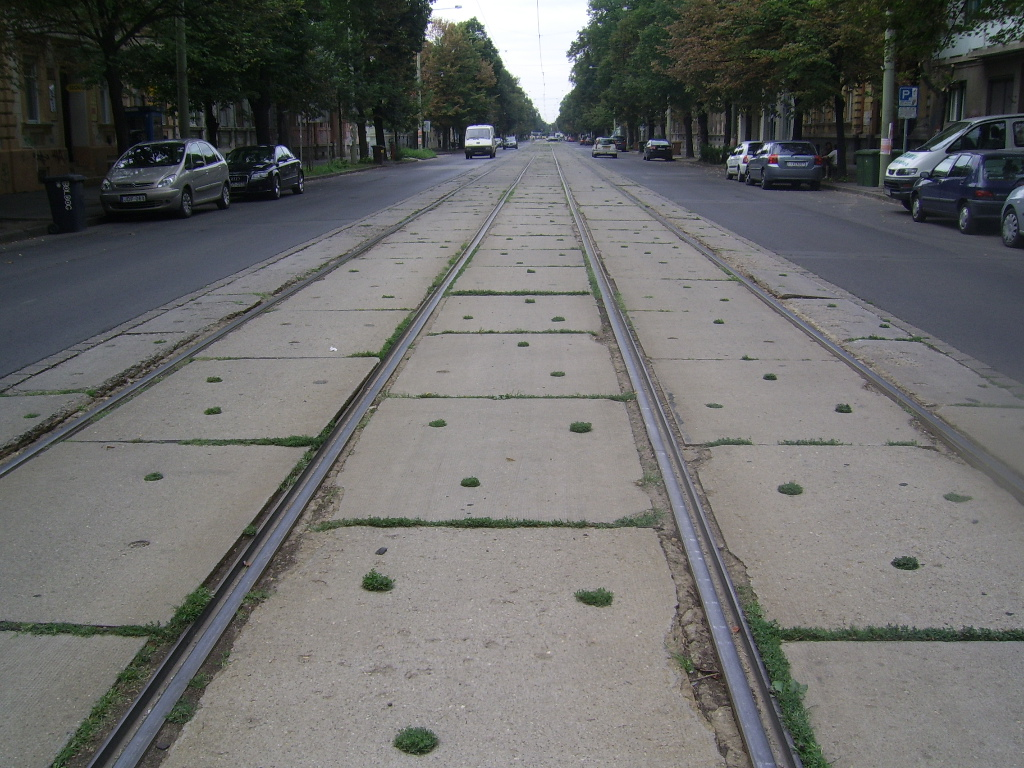
Régi, nagypaneles vágányok a Boldogasszony sugárúton 2009 augusztusában

1987-ben a Kelemen utcában burkolópanelre cserélték a kockaköves burkolatot. 1988 május–júniusban a Bécsi körút – Gőz utca, valamint a Széchenyi tér, Kossuth Lajos sugárúton lévő vágányait is ilyen burkolatúra cserélték.
2000. február 18-ától a Rókus pályaudvar végállomáson lévő hurokfordulót átépítették, 26-ától a villamosok a Pulz utcai kocsiszínnél a deltavágányt felhasználva fordultak meg. A Szeged Plaza építésével együtt új megálló is létesült. Május 22-től jártak ismét a villamosok. 2001. április 10-től a Somogyi utcai, Rókus pályaudvar irányú megállóját a kereszteződés másik oldalára helyezték át, a megállótáblák az 1920-as évekhez hasonló stílusban készültek. 2004 nyarán a megállóperonokat 10 méterrel, 35 méteresre növelték, hogy a T6A2 típusú villamosok csatolt üzemben is közlekedhessenek. Az első csatolt villamos augusztus 10-én járt.
2008. július 15. és szeptember 22. között az Anna-kúti kereszteződés átépítése alatt a teljes vonalon villamospótlók jártak. A pótlók a nagyállomás felé a Kossuth L. sugárút – Párizsi körút – Madách utca – Takaréktár utca – Széchenyi tér – Kelemen utca, Rókus felé a Kelemen utca – Széchenyi tér – Károlyi utca – Mikszáth Kálmán utca – Mars tér – Kossuth Lajos sugárút útvonalon közlekedtek. Ugyanezekben az években készült el a Széchenyi téri és a Gőz utcai ív rekonstrukciója.
| Év   | Viszonylat                           | Megállóhelyek |
| ---- | ------------------------------------ | --- |
| 1997 | Rókus pályaudvar – Szeged pályaudvar | Rókus pályaudvar – Konzervgyár – Vásárhelyi Pál utca – Damjanich utca – Tavasz utca – Pacsirta utca – Anna-forrás – Széchenyi tér – Somogyi utca – Aradi tér – Bécsi körút – Bem utca/Galamb utca – Szeged pályaudvar |

### A 2-es villamos megjelenése

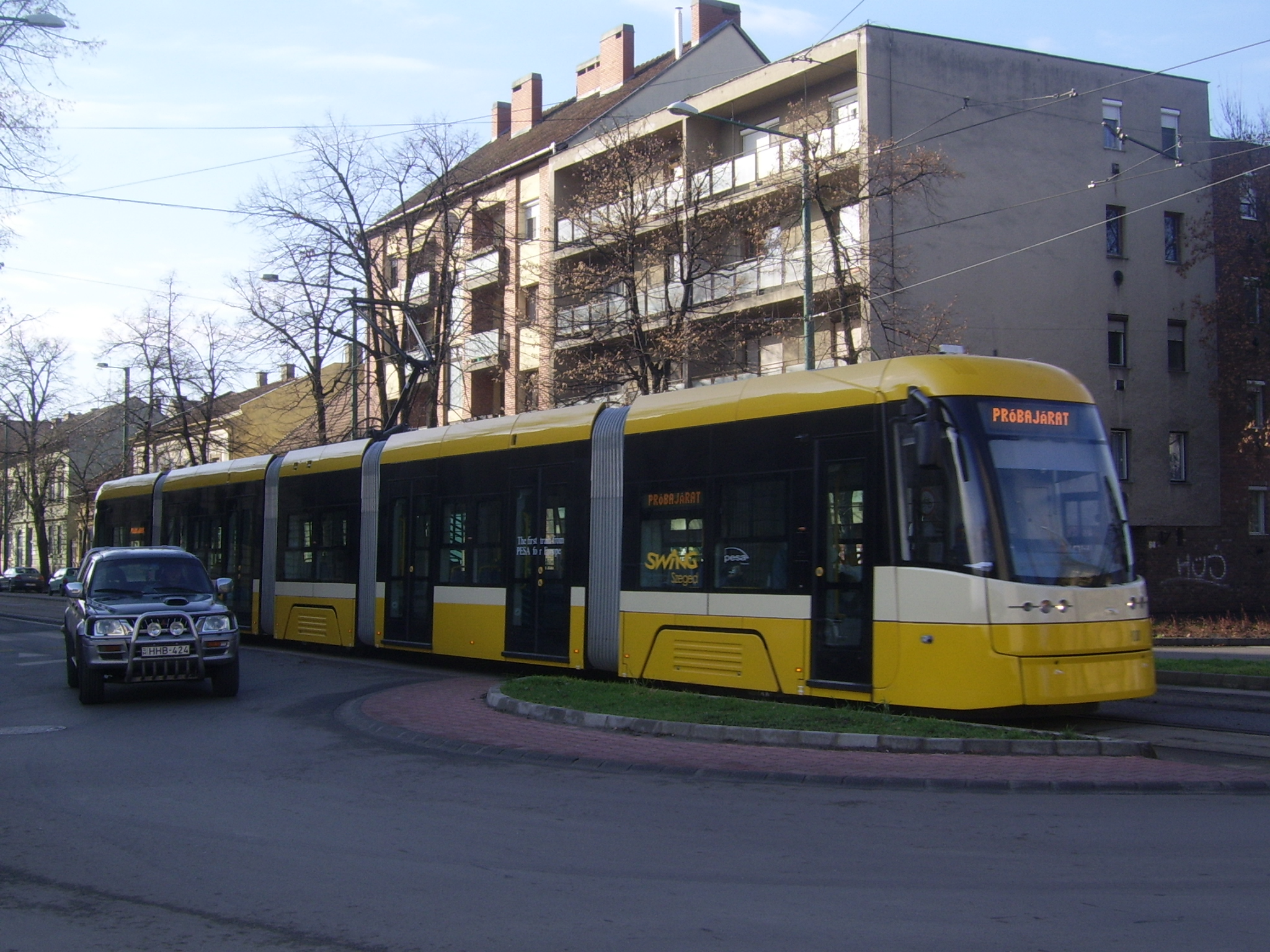
PESA villamos próbajáraton 2012 januárjában

A Rókusi körútra tervezett 2-es villamosról 2006-ban készült el a terv. Az 1-es vonalból a Kossuth Lajos sugárút végén jobbra fordulva a Makkosházi körútig tervezték a pályát.
2009. augusztus 26-ától kezdődött a vonal felújítása, amely 4,9 milliárd forintba került. Először a Rókusi pályaudvar és az Anna-kút, illetve a Szeged pályaudvar és az Aradi vértanúk tere közötti vágányokat korszerűsítették. A Széchenyi téren füves pályát alakítottak ki. A határidő eredetileg 2009 decembere volt, több hónapos késés után csak 2010. május 9-én indult újra az 1-es villamos. A csúszás miatt a város napi 10 milliós, összesen 740 millió forintnyi kötbért követelt a kivitelezőktől. Közben 2010. március 16-án elkezdték a 2-es vonal építését a Rókusi körúton.
2011. június 16-án kezdődött meg a belvárost átszelő Anna-kút – Aradi vértanúk tere szakasz felújítása, melynek során teljesen átépítették a vágányokat, lecserélték a betonelemekből épített burkolatot, a pályát zaj- és rezgéscsillapítással látták el, valamint meghosszabbították a megállókat. A teljes vonalon 2011. december 15-én indult el ismét a forgalom. 2012. március 3-án átadták a 2-es vonalat, amely már a felújított pályát használta. 2013. március 30-a óta az 1-es járatok csak óránként, a Szeged–Kötegyán-vasútvonal menetrendjéhez igazítva jártak, az önálló, Szeged Plaza – Pulz utca – Vásárhelyi Pál utca szakaszon alacsony az utasszám.
Útvonala teljes hosszában kétvágányú, mindkét végállomásán hurokforduló van. A Szeged vasútállomás végállomás és a Vásárhelyi Pál utca között a 2-es villamossal azonos útvonalon halad, ez utóbbi a Rókusi körútra ágazik ki. Az 1-es önálló szakaszán (Szeged Plaza – Pulz utca – Vásárhelyi Pál utca) alacsony az utasszám, szinte mindig csak óránként közlekedett; a közös szakaszon a sűrűbb követést biztosító 2-es közlekedik.
2020. augusztus 8-a óta csak munkanapokon közlekedett.

### Vasút-villamos
A Szeged és Hódmezővásárhely között magvalósított vasút-villamos magába foglalja a szegedi 1-es villamos teljes útvonalát. A hibrid, villamos- és nagyvasúti üzemre is képes járművek Szeged-Rókus vasútállomáson a nagyvasúti pályára fordulnak rá, melyen vonatként Hódmezővásárhelyi Népkertig közlekednek, ahol a nagyvasútról letérve villamosként tesznek egy kört a városban. A beruházás tervezését a két város 2011-ben kezdte el, az utasforgalmi próbaüzem 2021. november 29-én indult. A szegedi 1-es villamos kezdetben a vasút-villamossal összehangolva, változatlan menetrenddel közlekedett munkanapokon, majd miután a forgalmát a vasút-villamos teljesen átvette, 2022. július 11-én megszűnt.

## Járművek

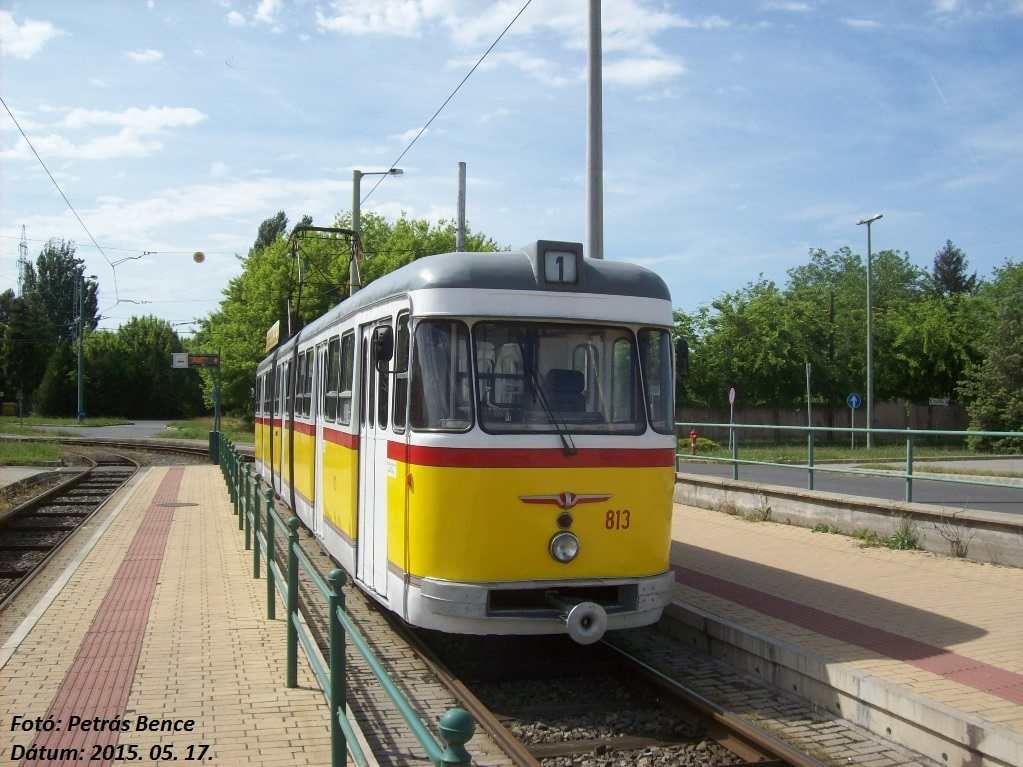
FVV_CSM-4_813_a_Szeged_Plazanál,_2015._05._17._(1)_(17642261750)

A járat vonalán az 1960-as évek óta közlekedő FVV CSM–4 és FVV CSM–2 szerelvényeket az 1990-es évek végén a Tatra T6A2H, majd később a Tatra KT4D típusú csehszlovák villamosok váltották fel. Az 1990-es évek közepétől kezdve fokozatosan megújították a vonal apróbb szakaszait. A rókusi villamosfordulót még 2000-ben a Szeged Plaza bevásárlóközpont építésekor újították fel teljesen.
Általában ČKD Tatra KT4D típusú villamosok közlekedtek a vonalon.

## Útvonala

Útvonal térkép

| Szeged vasútállomás felé | Szeged Plaza felé |
| --- | --- |
| Szeged Plaza vá. – Pulz utca – Kossuth Lajos sugárút – Széchenyi tér – Kelemen László utca – Zrínyi utca – Aradi vértanúk tere – Boldogasszony sugárút – Bem utca – Gőz utca – Indóház tér – Szeged vasútállomás vá. | Szeged vasútállomás vá. – Indóház tér – Galamb utca – Boldogasszony sugárút – Aradi vértanúk tere – Zrínyi utca – Kelemen László utca – Széchenyi tér – Kossuth Lajos sugárút – Pulz utca – Szeged Plaza vá. |

## Megállóhelyei
Az átszállási kapcsolatok között a teljes vonalon, de Hódmezővásárhelyig közlekedő tram-train nincs feltüntetve!
| 0  | Szeged Plaza végállomás          | 15 |                                                                             |
| 1  | Rókus vasútállomás               | 14 | 7F, 64, 67, 67Y, 71, 72, 72A, 75, 78, 79H, 90H Helyközi buszok Szeged-Rókus |
| 2  | Pulz utca                        | 13 |                                                                             |
| 3  | Vásárhelyi Pál utca              | 12 | 2 90, 90F                                                                   |
| 4  | Damjanich utca                   | 10 | 78A Helyközi buszok                                                         |
| 5  | Tavasz utca                      | 9  | 7F, 64, 67, 67Y, 71, 71A, 72, 72A, 75, 78, 78A, 79H                         |
| 6  | Rókusi templom                   | 8  | 21, 60, 60Y, 70, 73, 73Y, 74, 74Y, 77, 77A, 77Y Helyközi buszok             |
| 8  | Anna-kút (Kossuth Lajos sugárút) | 7  | 3, 3F, 4 8, 10 20, 24                                                       |
| 9  | Széchenyi tér                    | 5  | 5, 6, 9, 19 32, 60, 60Y, 67, 67Y, 70, 71, 71A, 72, 72A                      |
| 10 | Somogyi utca                     | 4  |                                                                             |
| 11 | Aradi vértanúk tere              | 3  | 8, 10 20, 24, 74, 74A, 74Y                                                  |
| 13 | Bécsi körút                      | 2  |                                                                             |
| 14 | Bem utca                         | ∫  |                                                                             |
| ∫  | Galamb utca                      | 1  |                                                                             |
| 15 | Szeged vasútállomás végállomás   | 0  | 20, 21, 77, 90 Helyközi buszok Szeged                                       |